# إيجل هارتمان
إيجل هارتمان (بالنرويجية البوكمول: Egil Hartmann)‏ هو أمين الأرشيف ومحرر وصحفي نرويجي، ولد في 1 أبريل 1859، وتوفي في 3 نوفمبر 1906.